# José Ruben
Pour les articles homonymes, voir Ruben.
Répertoire
Acteur :
Les Revenants
Les Deux Orphelines
Comme tu me veux
Metteur en scène :
Die Fledermaus
Manon Lescaut
La traviata
Der Fliegende Holländer
...
Scènes principales
Broadway
New York City Center
...
José Ruben, né le 8 décembre 1884 à Paris (France) et mort le 28 avril 1969 à New York (États-Unis), est un acteur, metteur en scène et pédagogue américain d'origine française.

## Biographie

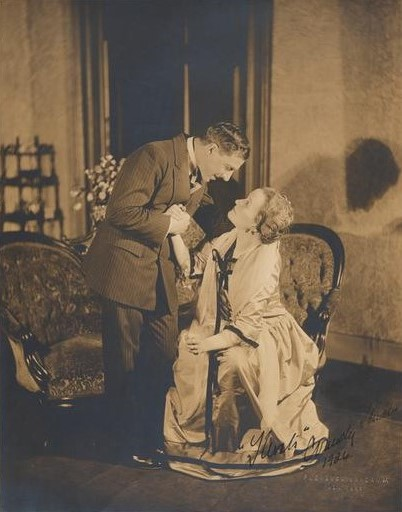
Avec Lucile Watson, dans Les Revenants (Broadway, 1926)

Au cours des années 1900, José Ruben étudie notamment à l'Université et au Conservatoire de Paris, puis émigre en 1910 aux États-Unis, où il s'installe définitivement, obtenant en 1918 la nationalité américaine.
Dans son pays d'adoption, il entame sa carrière comme acteur de théâtre et joue notamment à Broadway, où sa première pièce est Le Jardin d'Allah (en) de Robert Smythe Hichens et Mary Anderson (1911-1912). Suivent notamment Roméo et Juliette de William Shakespeare (1918, extraits avec Laurette Taylor), Les Revenants d'Henrik Ibsen (1916-1917, avec Arthur Hohl, puis 1926, avec Lucile Watson), Les Deux Orphelines d'Adolphe d'Ennery et Eugène Cormon (1926, avec Mary Nash, sa première épouse de 1918 à 1927 — divorce — et Fay Bainter) et Comme tu me veux de Luigi Pirandello (1931, avec Judith Anderson et Douglass Dumbrille). Sa dernière pièce comme acteur à Broadway est The Great Sebastians d'Howard Lindsay et Russel Crouse (1956, avec Lynn Fontanne et Alfred Lunt).
Toujours à Broadway, il débute comme metteur en scène à l'occasion de la pièce The Exile de Sidney Toler (1923, avec Etienne Girardot et lui-même). À ce titre, suivent entre autres l'opérette Die Fledermaus de Johann Strauss II (1929-1930), la comédie musicale May Wine (en) de Sigmund Romberg (1935-1936, avec Walter Slezak), ainsi que la pièce Le Mariage de maman de Louis Verneuil (1936-1937, avec Sylvia Field et lui-même). 
S'ajoutent des opéras, dont Manon Lescaut de Giacomo Puccini et La traviata de Giuseppe Verdi (tous deux en 1944 et avec Dorothy Kirsten dans les rôles-titres), ou encore Der Fliegende Holländer de Richard Wagner (1945), ces trois œuvres produites par le New York City Center.
Accaparé par la scène, il apparaît occasionnellement au cinéma durant la période du muet, dans vingt-deux courts métrages américains de 1914 à 1916, puis dans trois longs métrages américains, The Man from Home (en) de George Fitzmaurice (coproduction américano-britannique, 1922, avec James Kirkwood Sr. et Anna Q. Nilsson), Dark Secrets de Victor Fleming (1923, avec Dorothy Dalton et Robert Ellis) et enfin Salome of the Tenements de Sidney Olcott (1925, avec Jetta Goudal et Godfrey Tearle).
Il enseigne également l'art dramatique, en particulier durant les années 1940 au Barnard College de New York.
José Ruben meurt en 1969, à 84 ans.

## Contributions scéniques

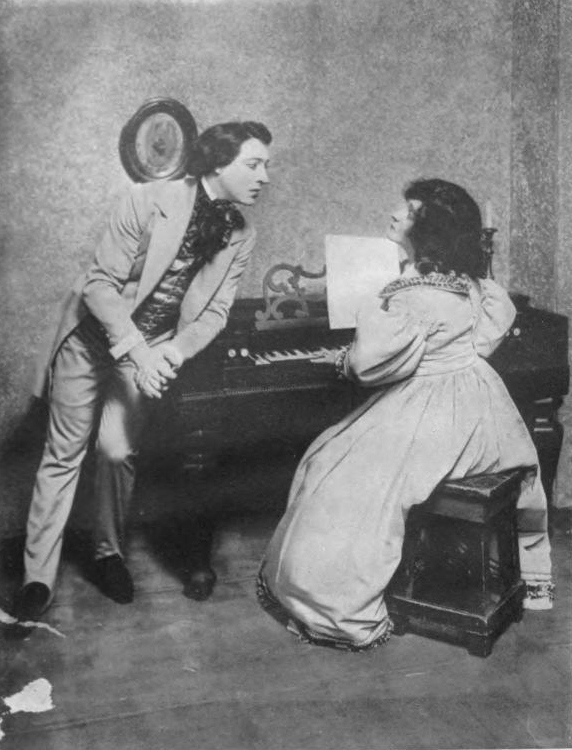
José Ruben (Alfred de Musset) et Minnie Maddern Fiske (George Sand), dans Madame Sand (1918)

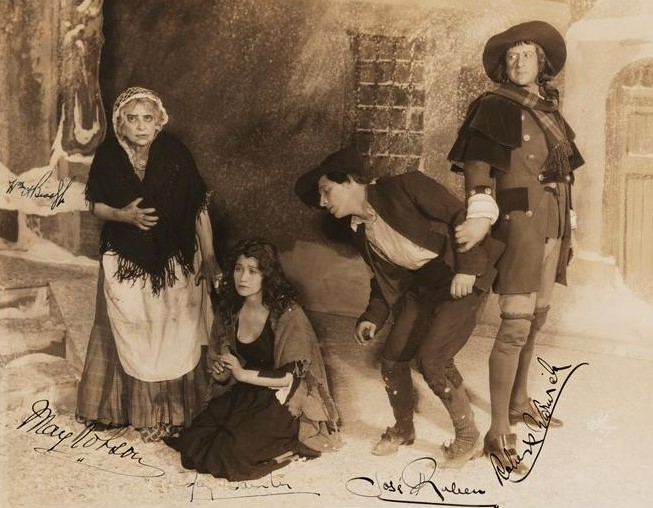
De g. à d. : May Robson, Fay Bainter, José Rubens et Robert Warwick, dans Les Deux Orphelines (1926)

### Théâtre à Broadway

#### Acteur
- 1911-1912 : Le Jardin d'Allah (en) (The Garden of Allah) de Robert Smythe Hichens et Mary Anderson (d'après le livre éponyme du premier), mise en scène de Hugh Ford : Batouch[1]
- 1916-1917 : Les Revenants (Ghosts) d'Henrik Ibsen : Oswald Alving
- 1917 : La Vie d'un homme (en) (The Life of Man) de Leonid Andreïev, adaptation de Clarence L. Meader et Fred Newton Scott : l'homme
- 1917-1918 : Madame Sand de Philip Moeller : Alfred de Musset
- 1918 : Roméo et Juliette (Romeo and Juliet) de William Shakespeare (extraits) : Roméo
- 1918 : I. O. U. d'Hector Turnbull et Willard Mack
- 1919 : The Dancer d'Edward Locke : Bojdan Borivenko
- 1920 : Amour sacré, Amour profane (Sacred and Profane Love), adaptation du roman éponyme d'Arnold Bennett : Emilio Diaz
- 1920 : The Checkerboard de Fanny et Frederick Hatton : Feodor Masimoff
- 1920-1921 : Der Weibsteufel (Thy Name Is Woman) de Karl Schönherr, adaptation de Benjamin Glazer : l'homme[2]
- 1921 : Swords de Sidney Howard : Cannetto
- 1922-1923 : Gringo de Sophie Treadwell : Tito « el Tuerto »
- 1924 : Madame Simone, extraits de pièces jouées par Madame Simone
- 1924 : Leah Leschna (en) de C. M. S. McLellan (en) : Schram
- 1924 : Bewitched de Sidney Howard et Edward Sheldon, production de John Cromwell : le marquis
- 1925-1926 : Les Marchands de gloire (Merchants of Glory) de Marcel Pagnol et Paul Nivoix, adaptation de Ralph Roeder : Mr Denis
- 1926 : Les Revenants (Ghosts) d'Henrik Ibsen : Oswald Alving
- 1926 : Les Deux Orphelines (The Two Orphans) d'Adolphe d'Ennery et Eugène Cormon, adaptation de N. Hart Jackson : Pierre Frochard[3]
- 1927 : Jacob Slovak de Mercedes De Acosta : rôle-titre
- 1928-1929 : La Robe rouge (The Red Robe), adaptation par Stanley J. Weyman de son roman Sous la robe rouge (Under the Red Robe), mise en scène de Stanley Logan : Cardinal de Richelieu[4]
- 1931 : Comme tu me veux (As You Desire) de Luigi Pirandello, adaptation de Dmitri Ostrov, mise en scène de Marcel Varnel : Boffi[5]
- 1933 : The Drums Begin d'Howard Irving Young, mise en scène et production de George Abbott : Gaston Corday
- 1934-1935 : Rain from Heaven de S. N. Behrman, mise en scène de Philip Moeller : Nikolai Jurin
- 1943 : Le Vagabond roi (en) (The Vagabond King), opérette, musique de Rudolf Friml, lyrics et livret de Russell Janey : Louis XI[6]
- 1956 : The Great Sebastians de (et produite par) Howard Lindsay et Russel Crouse, mise en scène de Bretaigne Windust : Karel Cerny

#### Metteur en scène
- 1923 : The Exile de Sidney Toler (+ acteur : Jacques Cortot)
- 1929 : First Mortgage de Louis Weitzenkern
- 1929-1930 : Die Fledermaus (A Wonderful Night), opérette de Johann Strauss II
- 1930 : Cafe de Marya Mannes
- 1931-1932 : The Cat and the Fiddle (en), comédie musicale, musique de Jerome Kern (orchestrée par Robert Russell Bennett), lyrics et livret d'Otto Harbach, chorégraphie d'Albertina Rasch, direction musicale de Victor Baravalle (+ acteur : Clément Daudet)
- 1934 : All the King's Horses, comédie musicale, musique d'Edward A. Horan (orchestrée par Robert Russell Bennett et Hans Spialek), lyrics et livret de Frederick Herendeen[7]
- 1935 : Strip Girl, comédie musicale, musique d'Harry Archer, lyrics de Jill Rainsford, livret d'Henry Rosendahl
- 1935-1936 : May Wine (en), comédie musicale, musique de Sigmund Romberg (orchestrée par Robert Russell Bennett), lyrics d'Oscar Hammerstein II, livret de Frank Mandel
- 1936 : Forbidden Melody, comédie musicale, musique de Sigmund Romberg, lyrics et livret d'Otto Harbach
- 1936-1937 : Le Mariage de maman (Matrimony Pfd.) de Louis Verneuil, adaptation de Grace et James Forbes (+ acteur : André Lorre)
- 1938 : Madame Capet de Marcelle Maurette, adaptation de George Midlleton, costumes d'Helene Pons (+ acteur : Herman)
- 1939 : Susanna, Don't You Cry, comédie musicale arrangée par Hans Spialek sur des musiques et lyrics de Stephen Foster, livret de Sarah Newmeyer et Clarence Loomis, décors et lumières de Robert Edmond Jones
- 1946 : Flamingo Road de Robert et Sally Wilder
- 1946-1947 : Toplitzky of Notre Dame, comédie musicale, musique de Sammy Fain, lyrics et livret de George Marion Jr.

#### Autres fonctions
- 1936 : Alice Takat de Dezső Szomory, production d'Ed Wynn (adaptation)

### Productions du New York City Center

#### Metteur en scène
- 1944 : La Bohème et Manon Lescaut, opéras de Giacomo Puccini
- 1944 : La traviata, opéra de Giuseppe Verdi
- 1944 : The New Moon (en), opérette, musique de Sigmund Romberg, lyrics et livret d'Oscar Hammerstein II, Frank Mandel et Laurence Schwab, décors d'Oliver Smith
- 1945 : Der Fliegende Holländer, opéra de Richard Wagner
- 1945 : Faust, opéra de Charles Gounod

## Filmographie partielle
(CM = court métrage)

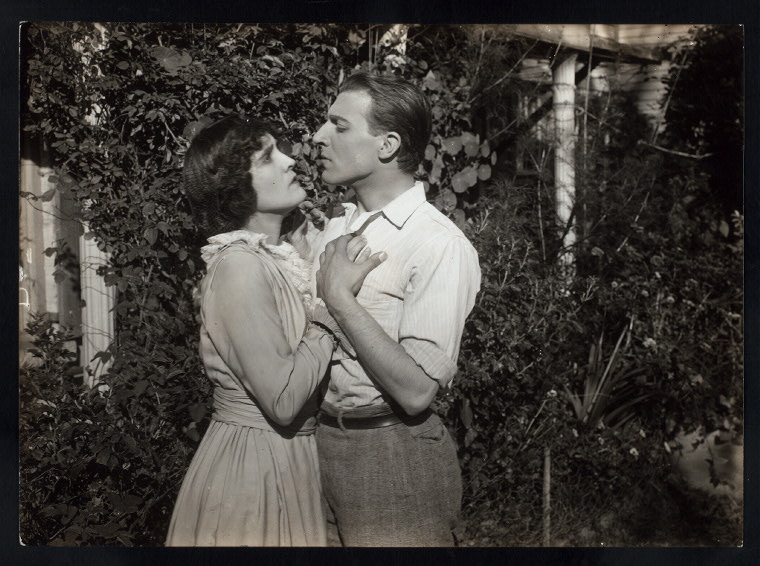
Avec Claire McDowell, dans Eyes of the Soul (1915)

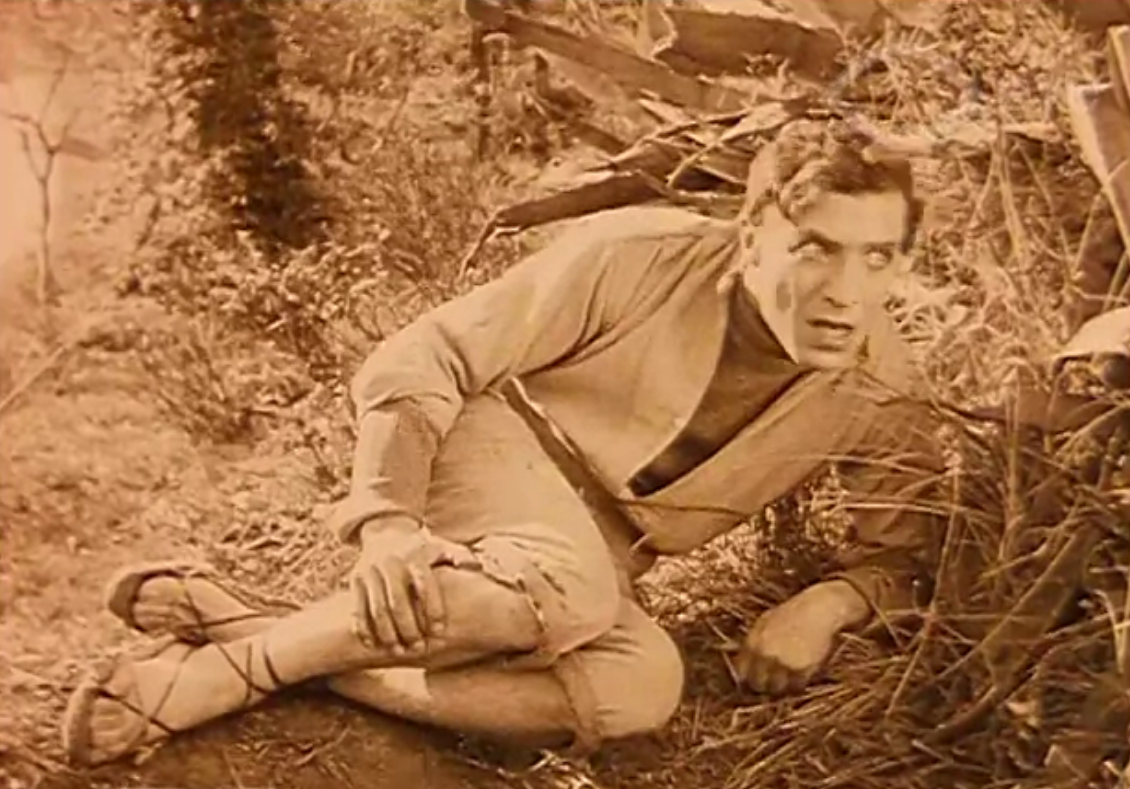
Dans The Man from Home (1922)

- 1915 : A Daughter of Earth de J. Farrell MacDonald (CM) : Warner fils
- 1915 : Eyes of the Soul de Travers Vale (CM) : Joe Abbott
- 1915 : The Rehearsal de J. Searle Dawley (CM) : Cecil King
- 1915 : The Worth of a Woman de Travers Vale (CM) : Barlow
- 1916 : The Iron Will de J. Farrell MacDonald (CM) : Lieutenant Szilard
- 1922 : The Man from Home (en) de George Fitzmaurice : Ribière
- 1923 : Dark Secrets de Victor Fleming : Dr Mohammed Ali
- 1925 : Salome of the Tenements de Sidney Olcott : Jakey Solomon